# Caserío Iturriotz

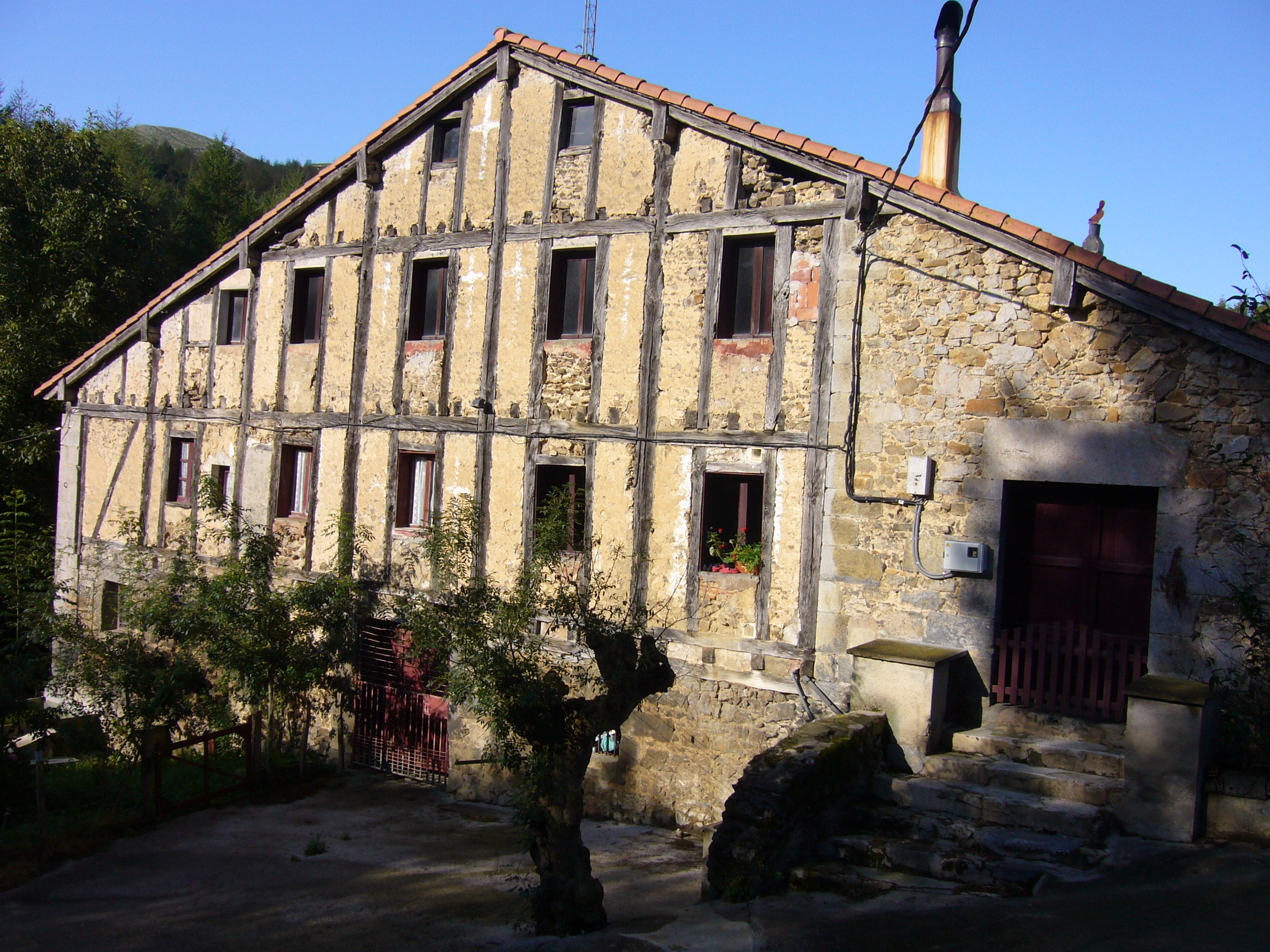

La antigua venta de Iturriotz de Aya (Guipúzcoa, España) es un caserío aislado, de finales del siglo XVI, de considerables proporciones y con un volumen compacto. Presenta una gran planta rectangular, y consta de planta baja, dos alturas y bajo cubierta. La cubierta es a dos aguas con caballete perpendicular a la fachada principal, orientada hacia el este. El aparejo es de mampostería, con sillares en esquínales y recercos en algunos vanos y entramado de madera visto en la fachada principal. 

## Fachadas
La fachada este, es la principal y refleja el desnivel existente del terreno donde se asienta el caserío, siendo menor su altura en el lateral derecho. La planta baja y la parte lateral derecha del caserío, que se corresponde con el cierre de un pórtico en planta primera, se construye con piedra caliza dispuesta en mampostería, mientras el resto de la fachada lleva entramado de madera visto con mampuesto revocado. El muro presenta una entrada central, levemente desplazada hacia la izquierda, como acceso directo a la cuadra, con dos vanos simétricos, el de la izquierda cerrado con mampostería, adintelados en madera y con un soporte central de piedra. En la planta baja se localizan dos ventanas y se dispone otro acceso adintelado, en el lateral derecho, que da servicio al pórtico de la fachada norte, al que se accede por unas escaleras. Las plantas superiores se compone de seis paños, ordenados por seis postes enterizos de madera, que dominan la composición y dan gran verticalidad a la fachada. Mediante los postes principales, reflejo de los pórticos transversales a la fachada, y la estructura de los forjados se crea una retícula ordenada. Los paños de entramado que configuran los grandes postes principales se subdividen mediante postes de menor escuadría en tres tramos, en el central de los cuales se abren los vanos en ordenada disposición vertical. La disposición del entramado es muy regular, predominando las verticales, apareciendo únicamente una pieza oblicua en el lienzo ciego de la parte izquierda. Tres ventanas en la parte izquierda de la fachada no son originales, dos en el entramado y una en la planta baja. La carpintería de las ventanas ha sido sustituida recientemente, exceptuando una. Los paños presentan desprendimientos del revoco existente y aun conservan cruces latinas de cal como decoración. Destaca el nulo vuelo de la cubierta que da mayor contundencia al volumen compacto del edificio.
La fachada norte se caracteriza por su escasa altura, ya que sólo muestra una planta, la planta primera, debido al desnivel del terreno y queda configurada por el primer plano del pórtico y por la presencia de la inmensa cubierta de teja cerámica con dos pequeñas chimeneas. Esta fachada norte del edificio se dispone con un amplio pórtico, en el lateral izquierdo, sustentado por pilares de sillares de piedra caliza. El pórtico presenta cuatro vanos, tres de ellos con un cierre de mampostería en su parte inferior, a modo de antepecho. Permanece totalmente abierto el tercero, contado desde la izquierda, a eje con la puerta de madera claveteada de acceso al edificio. Actualmente se encuentra cerrado por mampostería un quinto vano en el lateral oeste. En el extremo derecho, en el muro, se abre una puerta de acceso al corral.
Las fachadas oeste y sur son muy herméticas, con un predominio de muros ciegos de piedra caliza, con muy pocos vanos y algunos añadidos de época reciente. El muro oeste es una gigantesca pared de piedra, sin prácticamente huecos, sin vuelo de la cubierta, con un acceso adintelado a la cuadra y dos pequeños vanos, uno en cada planta. Tiene en su lateral izquierdo dos cuerpos adosados de escasa altura. La fachada sur presenta en la primera planta, en la zona central, un cuerpo de fábrica revocada, en vuelo respecto a la fachada y cubierta por una prolongación del tejado del caserío. Es un cuerpo añadido que se corresponde con unos aseos.

## Interior
La distribución interior del caserío se ajusta a las características derivadas de la dedicación ganadera y a su funcionalidad especifica como venta de camino. Así, la totalidad de la planta baja está ocupada por la cuadra, a la que se accede por la puerta central de la fachada principal. En primera planta, un zaguán da acceso a las diversas dependencias: cocina a la izquierda, gran comedor en el centro, y el pajar a la derecha. Del pajar se accede a otra cocina, más antigua donde existió fuego central y donde actualmente hay una chimenea. Las habitaciones se disponen en la segunda planta y en la bajo cubierta se localiza el desván-almacén-secadero donde se aprecia claramente la estructura de la armadura sobre grandes postes enterizos.

## Estructura
La estructura de la edificación combina sistema de postes de roble y muros de carga, conservando una buena armadura de cubierta basándose en correas y cabríos con enlatado de madera y teja cerámica.